# The Situation Room with Wolf Blitzer
The Situation Room with Wolf Blitzer là một chương trình tin tức buổi chiều của CNN với người dẫn chương trình Wolf Blitzer, phát sóng lần đầu vào ngày 8 tháng 8 năm 2005.
Chương trình hiện đang được phát sóng trực tiếp vào các ngày trong tuần từ 5:00 chiều tới 7:00 tối (ET) từ Washington D.C.

## Định dạng

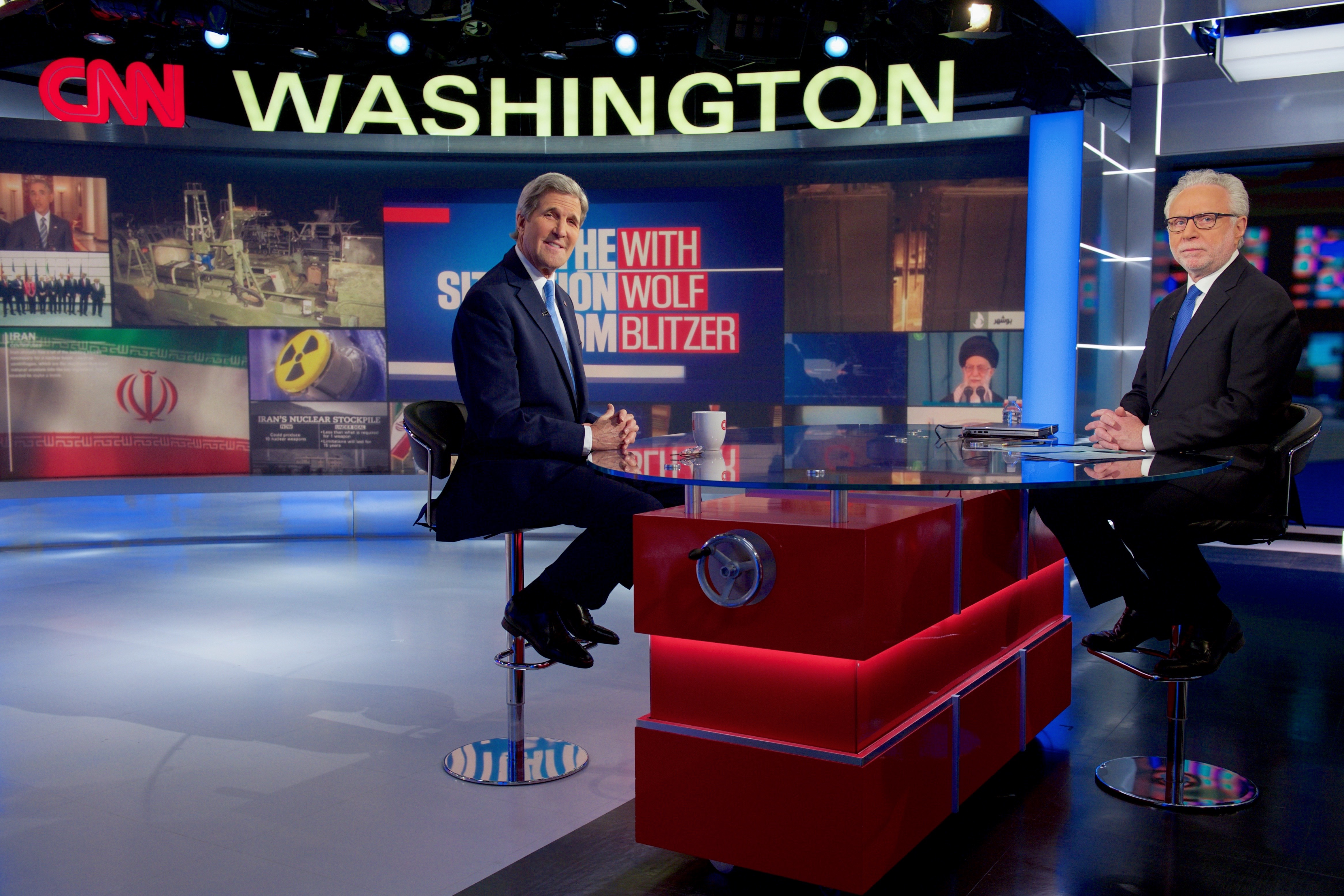
Ngoại trưởng Mỹ John Kerry cùng Wolf Blitzer.

Chương trình bắt đầu với lời mở đầu: "Happening Now..... We want to welcome our viewers in the United States and around the world. I'm Wolf Blitzer, and You're in the Situation Room" (tạm dịch: "Đang diễn ra..... Chúng tôi xin được chào mứng tới tất cả các khán giả tại Hoa Kỳ và các khán giả trên toàn thế giới. Tôi là Wolf Blitzer, và các bạn đang theo dõi chương trình Situation Room"), trong đó giới thiệu qua các vấn đề sẽ được bàn luận trong chương trình. Các sự kiện đang diễn ra, tin tức chính trị, và các phóng sự đặc biệt cùng các bình luận sẽ được diễn ra trực tiếp trong chương trình.
Chương trình cũng có sự góp mặt của nhiều nhà báo hàng đầu của CNN và các nhà phân tích chính trị hàng đầu. Trong số đó bao gồm Brian Todd, Gloria Borger, và John King.
Năm 2012, trường quay Washington D.C. của CNN được thiết kế lại hoàn toàn, đem lại cho The Situation Room một cái nhìn mới hơn.
Những người đóng góp chính trước đó của Situation Room gồm có Lisa Sylvester từng giới thiệu các phóng sự và tin chính, Jack Cafferty giới thiệu mục The Cafferty File, và Kate Bolduan đã cùng dẫn một phần ngắn của chương trình cùng với Wolf Blitzer.